# 수중폭파대
수중폭파대(영어: Underwater Demolition Team)는 상륙작전 전 장애물제거과 선견침투활동의 임무를 수행하는 미국 해군의 특수부대이다. 1942년 8월 15일에 창설되어 제2차 세계대전, 한국전쟁, 베트남전 등에 참전했다. 이 수중 폭파대를 모태로 1961년에 네이비 실(해군 특전대)이 창설되었고, 네이비실로 가지 않은 잔류 대원들로 구성된 축소된 형태로 수중 폭파대가 계속 유지되어 오다가 1983년 1월 1일자로 잔존 수중폭파대도 전부 네이비실로 흡수되었다.(해군특수전전단)

## 초창기 역사
미해군은 제1차 세계 대전의 갈리폴리 전투 중 실패한 연합국의 상륙전을 통해 문제점을 인식하게 된다.
1930년 중반, 이 전투의 경험으로 새로운 상륙전 전술을 연마하고 발전시키게 된다. 1941년 8월, 상륙전 훈련이 이루어졌고 작전을 이끈 로이드 E. 페디코드 소위에게 인간정보(HUMINT) 필요성의 검토명령이 주어졌다. 참고1(저자:Cunningham, Chet 제2차 세계 대전의 프로그맨: 미해군 수중폭파팀 구두에 의한 역사)
제2차 세계 대전에 미국이 참여하면서, USN는 추축국들을 공격하기 위하여 미군이 수많은 상륙전을 실시해야 한다는 사실을 인식하게 된다. 미해군은 상륙해안을 정찰하고, 엄폐물과 방어물을 표시하고, 상륙 병력을 해안가로 유도할 수 있는 공작팀을 결성하게 된다. 이를 위해 1942년 8월, 페디코드는 해군 정찰/기습 교육대를 버지니아주 리틀 크릭에 있는 상륙훈련기지에 창설하였다.참고1*
뒤이어 1942년 육군/해군 통합 상륙 정찰/기습 교육대를 플로리다 포트 피어스에 창설한다. 이 곳에서 "해군 특수전의 아버지"라 불리는 필 H. 버클루 중령은 상륙 정찰/기습에 특화된 해군의 첫 조직의 창설 및 훈련을 돕게된다. 이 교육대를 통해 배출된 해군 대원들로 구성된 해군 정찰/기습부대(Navy Scouts & Raiders)는 1942년 11월 북아프리카의 침략전인 횃불 작전에 첫 임무를 수행하게 된다.참고3(저자:Bruce Meyers 신속,은밀,치명적: 태평양의 해병대 상륙정찰, 1942-1945)
1943년 11월 해병대의 상륙정이 타라와 전투중 코럴 산호섬에 타격을 입은 이후 상륙전 이전에 인적(人的) 정보에 대한 절실함이 요구되었다. 당시 공중 정찰기는 산호섬이 충분히 깊은 위치에 있어 상륙정이 충분히 통과할 수 있다는 잘못된 정보를 제공하였다. 해병대는 해안가로부터 2000 야드 떨어진 가슴 깊이의 물이 있는 지점에서 진수하여 상륙정을 버리고 퇴각할 수 밖에 없었다. 일본군의 포격으로 대량의 미군 사상자가 발생했다.참고1*
따라서, 육군 공병대로부터 폭파술을 전수받은 미 해군은, 그 즉시 해안지역에 엄폐물과 방어물을 제거하는 임무는 해군이 책임을 맡게 되었다.

## 해군 전투파괴대
해군 정찰/기습대(Navy Scouts & Raiders)에 추가적으로 엄폐물을 제거할 수 있는 폭발물 전문가 집단이 긴요한 탓에 1942년 하반기, 해군 인명 구조단은 폭발물 과정, 폭발물 케이블 절단, 침투 기술의 1주 훈련과정을 집중적으로 받게된다. 그들은 북아프리카에서 횃불 작전 중, 육군 레인저들이 강을 거슬러 올라가 비행장을 장악할 수 있도록 강을 둘러싼 케이블과 철조망을 절단하였다.
1943년, 해군은 각종 임무를 수행할 수 있는 또 하나의 특수부대를 창설하기로 결정한다. 이 부대가 '해군 전투파괴대'로 번역되는 NCDU (Naval Combat Demolition Units)이다. 5월 7일, 해군 참모총장 킹 대장은 드래퍼 L. 카우프만 소령에게 피어스기지에서 그 부대의 교육훈련을 이끌도록 명령한다.
부대 확장을 위하여 숙련된 전투 수영자들의 모집을 시작했다. 지원자들의 대부분은 Seabees라고 불리었던 해군 전투공병대에서 선발된 수영 숙련자들이었고 육군 전투 공병대원들 중 수영 능숙자들도 일부 포함되어 있었다. 훈련은 "진짜 사나이 선발법"으로 계획된 극한의 첫 주로 시작되었다. 일부는 그것을 두고 "남자의 센스를 가진 사나이 선발법"이라고 부르기도 하였다. 1주일간 잠을 재우지 않고 계속되는 극한의 훈련 속에서 육체적/정신적으로 강인한 지원자들만 탈락하지 않고 남게 되는데, 이것이 그 유명한 지옥주(Hell Week) 훈련의 시초이다. 이 지옥주 과정을 비롯한 미 해군 전투파괴대의 선발교육과정은 이후 전세계 특수부대들의 바다관련 특수교육의 전형적인 롤모델이 되어 모방과 벤치마킹의 대상이 된다.
카우프만의 훈련구상은 처음엔 폭발물 해체에 중점을 두었으나, 그와 그의 팀원들은 그것을 다시 공격에 사용할 수 있는 방향으로 확장하였다. 한 실험에서는 2.5파운드 (1.1kg)팩의 테트릴을 고무튜브에 집어넣어, 20파운드 (9.1kg) 넓이의 폭파 튜브를 만들어 방어물을 꼬아 폭파시킬 수 있는 폭파튜브를 제작하였다.참고4(해군 UDT-SEAL 박물관:UDT의 역사)
1943년 11월 초, 카우프만이 지휘하는 해군 제11전투파괴대 (NCDU-11) 대원 6명이 사내들은 영국으로 파견되어 노르망디 상륙 작전에 참전 준비를 시작하게 된다. NCDU는 상륙대가 들어갈 수 있도록 해안가의 엄폐물을 제거하는 임무를 부여받게 된다. 이 후에 NCDU-11은 13명의 기습침투 팀으로 확장되었다. 침공 수주 전, 수중파괴공작대원들이 피어스 기지에서 영국으로 보내졌다. 1944년 6월, NCDU 34개의 팀들은 영국에 배치되었다.

### 노르망디
독일군은 프랑스 해안선에 복잡한 방어선을 구축했다. 해안모래에 설치된 폭발물이 장착된 철심도 포함되어 있었다. 소위 '벨기에의 문'-거대한 3톤의 철심 방어선은 해안선에 견고하게 구축되어 있었다. 강력한 박격포와 기관총 진지가 해안선을 따라 많은 곳에 설치되어 있었다.
해군 정찰/기습대(Navy Scouts & Raiders)는 수 주간 프랑스 해안선을 따라 야간 감시 임무를 수행하며 정보를 수집하였다. 그리고 NCDU대원들이 폭파 작전을 사전 연습할 수 있도록 '벨기에의 문'을 복제한 방어벽을 영국 남해안에 구축하고 훈련하였다. 그 결과,'문'을 파괴하는 것은 가능한 일이었으나, 조각난 파편들이 해안가에 넓게 흩어져 더 많은 장해물을 추가시킬 뿐이었다. NCDU가 결론내린 최선의 방법은 '문'을 연결하고 있는 주요 모서리를 절단하여 방어벽을 평평하게 쓰러트리는 것이었다.
연합군의 침공 계획에 따르면, 해군 함포 공격에 도움을 받으면서 탱크와 장갑차를 뒤따르며 최초로 상륙한 보병들이 잔존한 독일군 벙커와 저격수들을 섬멸하는 것이었다. 폭파, 기습-침투 팀으로 지정받은 NCDU 팀들은 두 번째 총공격 시 합류하여 얕은 수면 위의 방어벽을 파괴하는 임무를 맡았다. 그들의 임무는 미군의 각 상륙지점(코드네임: 오마하 비치와 유타 비치)에 50피트(15m) 넓이의 16장소에 상륙로를 개척하는 것이었다.
불운하게도 작전은 계획되로 진행되지 못하였다. 일차적인 공중과 해상의 포격은 큰 피해를 주지 못하여, 지정된 위치의 수많은 독일군들의 총구는 공격자들을 향하여 사격을 가하게 되었다. 또한, 조수의 상황으로 많은 NCDU 팀들을 계획보다 일찍 육상에 도달하게 만드는 결과를 일으켰다. 첫 번째 총공격이 있기도 전에 도착한 경우도 있었다. 독일군의 격렬한 공격으로 수많은 사상자가 발생하는 상황에서도, NCDU 요원들은 폭발물을 설치하고 수많은 장해물을 폭파시켰다. 보병들이 육지로 상륙하면서, 그 일부는 폭발물이 설치된 장해물 뒤에 몸을 피하기도 하였다. 하지만 신속히 벗어나 육지로 이동하였다.
가장 큰 난관은 오마마하 비치에서 일어났다. 해질 녘이 되자 16개로 계획되었던 상륙로가 13개만 열리게 되었고, 육지에 도달한 175명의 NCDU 인원 중 31명이 사망, 60명이 부상을 입는 결과를 초래하였다.
유타 비치에서의 공격은 비교적 성공적이었다. 그 곳 해안가에서 작전을 수행하던 팀에게 포탄이 떨어져 4명 사망, 11명이 부상을 입는데 그쳤다. 참고5(해군 UDT-SEAL 박물관:노르망디 역사)
NCDU는 프랑스 남부의 침략전인 드라군 작전에도 참전하였다.
NCDU는 또한 태평양 전선에서도 임무를 수행하였다. NCDU 2팀과 3팀은 그곳으로 이전하여 NCDU 6개 팀 합동 부대의 주축을 이루게 된다.
카우프만 소령은 해군 특수전史에 혁혁한 업적을 남겼고, 이후 해군사관학교의 교장을 역임하였다. 그는 1973년 소장으로 퇴역한다.

## 수중파괴대
최초의 UDT는 태평양 전선에서 창성된다.

### 타라와 작전
1943년 11월, 타라와 전투에서 파도 위에 부유하는 엄폐물에 의하여 극한의 상황을 맞이하게 된다. 타라와는 미크로네시아 제도 동부에 위치하고 있다. 이 지역의 섬들은 폭이 좁은 해협이나 높은 조수일 때를 제외하고는 예측할 수 없는 조수와 얕은 산호로 둘러싸여 있어 작은 선박조차도 접근할 수 없었다. 타라와에서의 전투는 현지환경에 대한 불충분한 사전지식으로 인해 낮은 조수 때 진행되었는데 주변을 둘러싼 산호마저 물 위로 들어난 상황이었다. 수륙 양용 장갑차들을 수반한 첫 번째 공격은 산호를 성공적으로 통과하였다. 그러나 LCVP들을 수반한 두 번째 공격은 산호에 의해 좌초하고 말았다. 해병대는 근해에서 하차하여 해안가까지 걸어가야만 했다. 그 중 다수가 익사하거나 해안에 도착하기도 전에 사망하였다. 첫 번째 공격은 두 번째 공격의 실패로 전력이 강화되지 못하여 해안에서 막심한 참패를 경험하게 된다. 이것은 해군으로서 두 번다시 반복해서는 안될 뼈아픈 교훈을 남기게 되었다.
해군 최고의 상륙전 전문가인 켈리 터너 제독은 아홉개의 수중파괴대를 결성할 것을 명령한다. 유럽에 있는 해군 전투파괴대(NCDU)처럼, 이들 팀의 인원들 역시 해군 공병대에서 선발하였다. 이들 해군 공병대 중 지원자들로 구성된 '전투 수영 정찰대'가 먼저 조직되었고, 이들이 UDT훈련을 받은 후 해군 UDT가 된다.

### 발전사
최초 UDT 훈련은 하와이, 와이마날로, 오아후섬의 제5 상륙대의 예하에서 이루어졌다. 최초 UDT교육의 교관들은 포트 피어스 해군 기지에서 특수교육을 통과한 뒤 유럽과 태평양 전선에서 활약했던 해군 정찰/기습대(Scouts & Raiders)와 해군 전투파괴대(NCDU)의 베테랑 요원들이 주축이었다. 그들은 1944년 1월 31일 콰자레인 공격에 대비한 훈련을 받게 된다.
당시 훈련은 고무보트 이용법을 중점으로 이루어졌다. 훈련의 개요는 보트로 노를 젖으며 진입하여, 육군에게 수중 폭약을 남기고 떠나는 작전을 수행하는 것이었다. UDT가 폭발물을 설치하고 깊은 곳에서부터 얕은 수심까지 수역측량을 실시하였다.
상륙작전에 참가한 UDT는 약 16명의 장교와 각 80명의 인원들로 조직되었다. 각 팀에는 각 1명의 해병대 장교와 육군 장교가 상륙본대와의 연락장교로서 포함되어 있었다.참고7(, 비밀 해제 문서)
그 당시, 해군은 헬멧과 신발을 갖춘 해군 잠수복을 이용하였다. 그들의 생명줄은 보트에 연결되어 있어 가능한 한 물 밖으로 나와 있어야 했다. 야간에 침투되는 정찰팀들은 그러한 작전에 익숙해져야 했다. 당시 일본군에 의해 설치된 엄폐물을 우려한 터너 제독은 콰자레인에서 두 가지의 주간 정찰 작전을 명령한다.
임무는 기존의 절차를 따랐다. 각 2인조의 팀은 고무보트를 타고 노젖기로 해안가로 접근한 뒤, 전신 잠수복, 부츠, 구명 자켓, 금속 헬멧을 착용한 뒤, 정찰을 실시하는 것이였다. 그러나 1팀은 해안의 상태가 산호섬들로 인하여 해안선과 보트와의 거리가 너무 멀리 떨어진 것을 확인하였다. 루이스 F. 루에즈 소위와 빌 어케슨 상사는 해군 특수전의 개념을 영원히 바꾸게 될 결단을 내린다. 속옷만 남기고 모든 장비를 벗어버린 체, 그들은 산호를 은밀하게 수영하여 넘어갔다. 그들은 포가 설치된 위치와 장소를 스케치하고, 상륙을 저지하기 위해 설치된 통나무 방어벽에 대한 정보와, 그 외의 극비 첩보를 수집하여 되돌아왔다. 이 작전은 UDT 전술의 아주 중요한 전환기가 된다. 해군 전투 수영은 드디어 UDT의 작전 목록 중에서 기초적인 임무가 되었다.
콰자레인 이후, UDT는 해군 전투 폭파 훈련/실험 기지를 마우이섬 카마올에 있는 해안 기지 옆인 키헤에 설치하였다. 훈련은 1944년 2월 계획되어 4월에 드래퍼 카우프만 소령은 피어스 기지에서 전출되어 UDT 5팀을 지휘하면서 해안대, 수중파괴대, 고급 참모로서, 또한 상륙 훈련 사령부, 수중파괴 훈련 대장으로서 근무하게 된다.
피어스기지에서부터 있어온 기존의 방식은 대다수 수정되었고, 수영중심의 발전이 중점으로 이루어지게 된다. 확장된 훈련은 생명줄 없이, 수경과 수영복, 오리발만을 착용하여 실시 되었다. 이 새로운 방식은 오늘날 UDT의 별명인 "벌거벗은 전사들"의 이미지를 만들어 낸다.
마침내, 34개의 UDT 팀이 창설되었다. 이들 "벌거벗은 전사들"은 태평양을 지나는 중요한 모든 상륙작전에서 그들의 활동이 드러났다.
UDT 10팀은 OSS 예하에 있었다. 마우이 기지가 가동되기 전에는 산타카탈리나섬에 비밀 기지를 두고 있었다.

## 같이 보기
- 네이비 SEAL
- 대한민국 해군 특수전전단
- 해상자위대 특별경비대